# 情熱にいがた
情熱にいがた（じょうねつにいがた）は2013年10月19日から2018年3月31日まで新潟放送で放送されていた企業経営者密着のドキュメンタリー番組である。

## 概要
新潟県内の企業経営者を対象に、経営者の言葉や信念を伝え、経済活性化を主目的とする新潟県内の企業から学び、発展を目指していけるような番組。
レギュラー放送終了後も下記の日程で特別番組が放送された。
- 2018年9月29日 16:00 - 16:30
- 2019年3月30日 16:54 - 17:00

## 出演者
新潟の経営者たち

## 番組テーマ曲
「故郷の桜」 増井健一